# Edgard Weber
Edgard Weber, né en 1943 à Bitche (Moselle) est un historien arabisant français, professeur aux universités de Toulouse Le Mirail et Strasbourg. Il est l'auteur de plusieurs ouvrages sur l'Islam et la mythologie du Moyen-Orient, ainsi que de plusieurs romans.

## Biographie
Edgard Weber a été professeur de français au Liban pendant 10 ans.
Revenu en France, il enseigne la langue arabe à l' université de Toulouse Le Mirail et, en 1989, soutient avec succès une thèse de doctorat en Études arabo-islamiques, intitulée Aspects de l'imaginaire arabe à Paris 3 sous la direction de Mohammed Arkoun. Il poursuit sa carrière en enseignant la langue, la civilisation et la littérature arabe pendant dix ans à l'université de Strasbourg.
Devenu professeur émerite, il propose des conférences à Strasbourg et au Pays de Bitche.

## Publications
- Maghreb arabe et Occident français- Jalons pour une (re)connaissance interculturelle, Université de Toulouse du Mirail, 1985[4];
- Le Secret des Mille et une nuits. L'inter-dit de Shéhérazade, Eché, 1987[5],[6];
- En collaboration avec Georges Reynaud, Croisade d'hier, djihad d'aujourd'hui : théorie et pratique de la violence dans les rapports entre l'Occident chrétien et l'Orient musulman, Éditions du Cerf, 1989;
- Imaginaire arabe et Contes érotiques, L'Harmattan, coll. « Comprendre le Moyen-Orient », 1990;
- En collaboration avec Kader Jelali, L'Islam en France ou la paix sainte, L'Harmattan, 1992[7];
- L’Islam sunnite traditionnel, Brepols, 1993[8];
- Les mille et une Nuits - Contes sans frontières, L'Harmattan, 1994;
- Petit dictionnaire de mythologie arabe et des croyances musulmanes, Entente, 1996;
- L'Islam sunnite contemporain, Brepols, 2001;
- L'Univers romanesque de Rachid Al-Daïf et la guerre du Liban, L'Harmattan, 2001;
- La Porte des justes, La Valette Éditeur, coll. « Républiques », 2015 - (Mémoires) - Prix du salon du livre de Boulay (prix littéraire du Pays boulageois 2015)[9],[10];
- Valentin, le houzard du Roi : Dans la tourmente révolutionnaire, vol. 1, La Valette Éditeur, mai 2016;
- Valentin, le houzard du Roi : Coup de sang d'un conformiste, vol. 2, La Valette Éditeur, avril 2019[11];
- Bakhîro : Les monophysites de Constantinople, vol. 1, Vibration éditions, juin 2023[12];
- Bakhîro : Les Nazaréens de Bakka, vol. 2, Vibration éditions, octobre 2023.